# Ібрагім Акин
Ібрагім Акин (нар. 1961, Улубей, Ушак) — турецький політик, депутат Великих національних зборів Туреччини 28-го скликання.

## Біографія
Народився в 1961 році в селі Курудере Улубейського району Ушака. Після закінчення початкової школи у своєму селі навчався в Центральній середній школі Ушака. У шкільні роки став учасником Революційного молодіжного руху. Після військового перевороту 12 вересня 1980 року був притягнутий до суду у справі «Революційної молоді» і провів майже 7 років у в'язниці. Через те, що він провів роки після закінчення школи у в'язниці, він не зміг вступити до університету.
Після звільнення з в'язниці працював страховим агентом і завідувачем дитячого садка. Був серед тих, хто стояв біля витоків створення Асоціації з прав людини (İHD) в Ушаку. У 1989 році він оселився в Ізмірі та став членом-засновником Фонду соціальних досліджень та Фонду дружби і солідарності.
Він продовжив свою політичну діяльність у Партії свободи та солідарності (ÖDP). Обіймав посаду голови провінційного відділення ÖDP в Ізмірі. Через деякий час він вийшов з ÖDP і став одним із засновників Партії рівності та демократії (EDP), а потім Партії зелених і лівого майбутнього (Партія зелених лівих).
На загальних виборах у червні 2015 року та листопаді 2015 року він був кандидатом від Народно-демократичної партії (HDP) у 2-му регіоні Ізміра.
У 2022 році був обраний співречником партії разом з Чигдемом Киличгуном Учаром.
На загальних виборах у Туреччині 2023 року він увійшов до Великих національних зборів Туреччини як депутат Ізміру від Лівої партії зелених (YSP).